# Massimo Masini
Massimo Masini, né le 9 mai 1945, à Montecatini Terme, en Italie, est un ancien joueur et entraîneur italien de basket-ball. Il évolue durant sa carrière au poste de pivot.

## Palmarès
- Coupe des clubs champions 1966
- Coupe des coupes 1971, 1972
- Champion d'Italie 1965, 1966, 1967, 1972
- Coupe d'Italie 1972
- 3e du championnat d'Europe 1971
- Vainqueur des Jeux méditerranéens de 1963
- Finaliste des Jeux méditerranéens de 1967
- Membre du Italia Basket Hall of Fame en 2010